# Випассана-ньяна
Випассана-ньяна (пали vipassanā-ñāṇa, санскр. vipaśyanā-jñāna), или знания прозрения, — различные стадии на пути к ниббане, через которые проходит практикующий буддийскую медитацию випассана («прозрение», «ясное видение»). Этот «прогресс постижения» (пали visuddhiñana-katha, висуддхиняна-катха) описан в различных традиционных комментариях буддизма тхеравады, таких как «Патисамбхидамагга», «Вимуттимагга» и «Висуддхимагга». В абхидхармических текстах школы сарвастивада путь постижения (санскр. darśana-mārga, даршана-марга) упоминается как один из пяти путей прогресса в дхарме и состоит из нескольких джнян (jñānas), также называемых «моментами размышлений».

## Вимуттимагга
«Вимуттимагга», «Путь к освобождению», представляет собой раннее руководство по медитации араханта Упатиссы. Текст сохранился только в китайском переводе VI века. В «Вимуттимагге» описаны следующие этапы прозрения:
1. понимание (кит. 廣觀);
2. подъём и спад (起滅);
3. растворение (滅)
4. страх, страдания и разочарование (畏, 過患, 厭離);
5. радость в освобождении и невозмутимость (樂解脫, 捨);
6. соответствие/сходство (相似).

Подобное представление этих этапов можно найти в «Патисамбхидамагге» (датируемой между III веком до н. э. и II веком н. э.). Этот абхидхаммический текст входит в пятую никаю Палийского канона. В «Патисамбхидамагге» перечислены 5 стадий. Первые три стадии аналогичны приведённым в «Вимутимагге», а последние две — это «страх и недостаток» (пали bhaya & ādīnava, бхайа и адинава) и «желание освобождения и невозмутимость по отношению к формациям» (muñcitukamyatā & saṅkhārupekkhā, мунчитукамьята и санкхарупекха).

## Висуддхимагга
«Висуддхимагга» («Путь очищения») Буддхагхоши  (ок. 430 г. н.э.), хотя и был создан под влиянием «Вимуттимагги», делит познание прозрения на шестнадцать стадий:
1. namarupa pariccheda ñana (намарупа париччеда ньяна) — знание психических и физических состояний, аналитическое знание тела и ума. Возникает маха-кусала-читта ньяна-сампаютта и ясно обозначает разницу между характеристикой намы и характеристикой рупы, когда они появляются по очереди. Объекты, составляющие «мир», предстают лишёнными самости. В этот момент нет атта-сання, неправильного памятования о Я, которое обычно служит для целостного восприятия реальности, понимаемого как «мир». Возникает правильное памятование реалий, которые проявляются как анатта. Дополнительным методом осознания намы и рупы служит сатипаттхана[5].
2. paccaya pariggaha ñana (паччая париггаха ньяна) — проницательная обусловленность, знание причин и следствий, существующих между психическим и физическим состояниями.
3. sammasana ñana (саммасана ньяна) — способность видеть три характеристики умственных и физических процессов (страдание, непостоянство и отсутствие неизменного Я).
4. udayabbaya ñana (удайббая ньяна) — знание процессов возникновения и исчезновения обусловленных дхамм. Сопровождается возможными ментальными образами/светом, восторгом, счастьем, спокойствием и стойкой осознанностью, так что «нет ни одного процесса тела и ума, в котором не была бы задействована осознанность»[1].
5. bhanga ñana (бханга-ньяна) — знание распада формаций обусловленных дхамм.
6. bhaya ñana (бхая ньяна) — знание опасности и недостатков, присущих природе ментальных и физических состояний. Из-за созерцания  непрестанного распада дхамм ум медитирующего «охватывает страх и он кажется беспомощным»[1].
7. adinava ñana (адинава ньяна) — знание умственных и физических состояний как не приносящих удовлетворения (дуккха). «Итак, он видит в это время только страдание, только неудовлетворенность»[1].
8. nibbida ñana (ниббида ньяна) — знание разочарования/бесстрастия. Возникает при понимании тщеты в отношении обусловленных дхамм[5].
9. muncitukamayata ñana (мунчитукамаята ньяна) — знание желания освобождения. Возникает желание избавиться от мирского состояния (и устремиться к ниббане).
10. patisankha ñana (патисанкха ньяна) — знание повторного исследования пути. Вдохновляет продолжать практику.
11. sankharupekha ñana (санкхарупекха ньяна) — познание беспристрастного отношения к обусловленным дхаммам.
12. anuloma nana (анулома ньяна) — знание, согласующееся с Четырьмя благородными истинами.
13. gotrabhu ñana (готрабху ньяна) — знание об освобождении от мирского состояния, «знание зрелости».
14. magga ñana (магга ньяна) — знание, посредством которого загрязнения отбрасываются и преодолеваются разрушением.
15. phala ñana (пхала ньяна) — знание, реализующее плод пути (ниббана).
16. paccavekkhana ñana (пачавеккхана ньяна) — знание, рассматривающее оставшиеся загрязнения.

Первые три стадии считаются начальными, taruṇa vipassanā, они лишены мощи продвинутой balava vipassanā последующих стадий.

## Абхидхамматтха-сангаха
В кратком руководстве по абхидхамме тхеравады «Абхидхамматтха-сангахе» (XI–XII вв.) упоминается всего десять знаний о прозрении:
1. знание понимания — саммасананьяна;
2. знание возникновения и исчезновения (формаций) — удайабаяньяна;
3. знание исчезновения (формация) — бханганьяна;
4. знание (разлагающихся) вещей как устрашающих — бхайаньяна;
5. знание (устрашающих) вещей как опасных — адинаваньяна;
6. знание утраты иллюзий (относительно всех формаций) — ниббиданьяна;
7. знание желания к освобождению — муньчитукамьятаньяна;
8. знание рефлексивного созерцания — патисанкханьяна;
9. знание невозмутимости в отношении всех формаций — санкхарупеккханьяна;
10. знание согласования — ануломаньяна.

## Тексты абхидхармы сарвастивады
Абхидхарма Махавибхаша Шастра представляет «процесс прямого постижения Четырёх истин» следующим образом:
Даршана марга (15 моментов) (見道十五心)
1. duḥkhe dharmajñānakṣānti (苦法智忍) — восприимчивость к знанию дхармы в отношении неудовлетворительности;
2. duḥkhe dharmajñāna (苦法智) — знание дхармы в отношении страдания;
3. duḥkhe anvayajñānakṣānti (苦類智忍) — восприимчивость к знанию дхармы в отношении неудовлетворительности, относящейся к двум высшим сферам существования;
4. duḥkhe anvayajñāna (苦類智) — знание дхармы в отношении страдания, относящейся к двум высшим сферам существования;
5. samudaye dharmajñānakṣānti (集法智忍) — восприимчивость к знанию дхармы о происхождении неудовлетворительности;
6. самудайе дхармаджняна (集法智) — знание дхармы о происхождении неудовлетворённости;
7. samudaye anvayajñānakṣānti (集類智忍) — восприимчивость к знанию дхармы о происхождении неудовлетворительности, относящейся к двум высшим сферам существования;
8. samudaye anvayajñāna (集類智) — знание дхармы о происхождении неудовлетворительности, относящейся к двум высшим сферам существования;
9. duḥkhanirodhe dharmajñānakṣānti (滅法智忍) — восприимчивость к знанию дхармы о прекращении неудовлетворённости;
10. duḥkhanirodhe dharmajñāna (滅法智) — знание дхармы о прекращении неудовлетворенности;
11. duḥkhanirodhe anvayajñānakṣānti (滅類智忍) — восприимчивость к знанию дхармы о прекращении неудовлетворённости, принадлежащей к двум высшим сферам существования;
12. duḥkhanirodhe anvayajñāna (滅類智) — знание дхармы прекращения неудовлетворительности, относящейся к двум высшим сферам существования
13. duḥkhapratipakṣamārge dharmajñānakṣānti (道法智忍)  —  восприимчивость к знанию дхармы пути прекращения неудовлетворённости;
14. duḥkhapratipakṣamārge dharmajñāna (道法智) —  знание дхармы пути прекращения неудовлетворённости;
15. duḥkhapratipakṣamārge anvayajñānakṣānti (道類智忍) —  восприимчивость к знанию дхармы пути прекращения неудовлетворительности, относящейся к двум высшим сферам существования.

Бхавана-марга (16-й момент) (修道第十六心)
16. duḥkhapratipakṣamārge anvayajñāna (道類智) —  знание дхармы пути прекращения неудовлетворительности, относящейся к двум высшим сферам существования.

### Абхидхармакоша
Абхидхармакоша Васубандху (IV или V век н.э.) перечисляет знания, полученные на пути освобождения, согласно абхидхарме сарвастивады:
1. IAST: saṃvṛti-jñāna (世俗智): мирское, общепринятое знание (действует на всех);
2. IAST: dharma-jñāna (法智): знание дхарм (имеет своей целью страдания и т. д. Камадхату);
3. IAST: anvaya-jñāna (類 智): логическое знание (относится к страданиям и т. д. высших сфер);
4. IAST: duḥkha-jñāna (苦智): знание страдания (первая благородная истина);
5. IAST: samudaya-jñāna (集智): знание происхождения (вторая благородная истина);
6. IAST: nirodha-jñāna (滅智): знание о прекращении или исчезновении (3-я благородная истина);
7. IAST: mārga-jñāna (道智): знание Пути (4-я благородная истина);
8. IAST: para-mano-jñāna (или пара-читта-джняна) (他心智): знание ума другого (имеет своей сферой независимый объект — один ментальный фактор чужого ума);
9. IAST: kṣaya-jñāna (盡智): знание разрушения («в отношении истин, уверенность в том, что они известны, оставлены и т. д.»);
10. IAST: anutpāda-jñāna (無生智): знание невозникновения («является уверенностью в том, что их [истины] больше нельзя узнать, от них нужно отказаться и т. д.»).